# Francesc Esteve i Gàlvez
Francesc Esteve i Gálvez (Castelló de la Plana, 1907 - 2001) fou un prehistoriador, arqueòleg i professor castellonenc.

## Biografia
Francesc Esteve estudià el batxillerat a l'Institut Ribalta de la seva ciutat natal i posteriorment passà a la Universitat de Barcelona, on fou deixeble entre d'altres de Pere Bosch, José Amorós, Antonio de la Torre o Hugo Obermaier. Finalment, va esdevindre fins al grau de doctor en Història.
Ja el 1925 va ser un dels fundadors de l'Ateneu de Castelló i hi va continuar com a membre d'honor fins a la seva mort. Allà va començar els seus primers cursos de prehistòria i arqueologia, abans d'esdevindre catedràtic de Geografia i Història de l'Institut de Castelló el 1933, amb tan sols 26 anys. Aquell mateix any va ser nomenat conservador del Museu de Belles Arts de la Diputació de Castelló, el qual havia d'inaugurar nova seu el 1934. Allà va participar en la catalogació de les seves fonts artístiques i va recuperar gran part del material enderrocades durant la Guerra Civil.
Políticament Esteve va ser un federalista de l'escola de Francesc Pi i Margall i nacionalista valencià. Va integrar-se a Acció Republicana de Castelló, partit liderat per Gaetà Huguet fill, i a Esquerra Valenciana durant la Segona República Espanyola. En conseqüència, després de la Guerra fou expedientat pel franquisme i destinat a continuar la seva tasca de professor a les Terres de l'Ebre.
Va treballar des de 1943 a l'Institut de Tortosa i des de 1959 al d'Amposta. Durant aquests anys va continuar també la seva tasca investigadora. A banda, el 1954 fou nomenat Comissari Local d'Excavacions Arqueològiques de Tortosa per la Direcció General de Belles Arts i va promoure la creació del Museu del Montsià d'Amposta.
Des del 1959 fins a la seva jubilació va recuperar la plaça de catedràtic a l'Institut de Castelló. Va recopilar una gran col·lecció de ceràmica valenciana dels segles xiii al xixX, la qual va ser exposada des de 1965 a l'Ateneu de Castelló fins que el 1982 va decidir donar-la al Museu de Belles Arts. Posteriorment, també va deixar el seu patrimoni complet, fonamentalment compost per materials etnològics de les terres castellonenques, integrant-se dins de les col·leccions permanents del Museu.

### Reconeixements
El 1984 va rebre la Creu de Sant Jordi de la Generalitat de Catalunya, el 1997 la Distinció al Mèrit Cultural de la Generalitat Valenciana i l'any 2000 la Medalla d'Or de la província de Castelló.

## Obres

### Història
- Un poblado de la primera edad del hierro en la Plana de Castellón (1944)
- Plato del siglo XV encontrado en el cerro de la Magdalena (1952)
- Cerámica de cuerdas en la Plana de Castellón (1954)
- Cerámica portuguesa: Un libro de Alfonso do Poço (1955)
- Un bifacio arqueológico procedente de Oropesa (Castellón) (1955)
- Los sepulcros de la Joquera (1965)
- La cueva sepulcral del Calvari de Amposta (1966)
- La necrópolis de El Bovalar (1966)
- El abrigo rupestre del Assud de Almazora y su yacimiento arqueológico (1969)
- Probable significado d'unas pinturas rupestres en el Maestrazgo (1974)
- La necrópolis ibérica de la Oriola, a Amposta (Tarragona) (1974)
- Una pintura rupestre a la Moreria de les Coves de Vinromà (1988)
- Com degué nàixer i es va estructurar la vila de Castelló (1989-90)
- Ceràmica d'Onda (1993)
- Ceràmica de la Província de Castelló (inèdit)

### Ficció
- A l'entorn de les aigües lluminoses: el creuer universitari 1933 (1985)
- El goig de créixer. Els estudis superiors (1996)
- Vilacollença. Una capitaleta provinciana de l'Espanya vertebrada (1997)